# Lever Teich-Lever Bruch
Das Naturschutzgebiet Lever Teich-Lever Bruch liegt in der Gemeinde Stemwede im Kreis Minden-Lübbecke. Es ist rund 20,2 Hektar groß und wird unter der Bezeichnung MI-006 geführt. Das Naturschutzgebiet besteht aus zwei Flächen.
Es liegt südwestlich des Ortsteiles Levern und östlich der Landesgrenze zu Niedersachsen am Großen Dieckfluss.

## Bedeutung
Die Unterschutzstellung erfolgt wegen der Seltenheit und besonderen Eigenart der Fläche und zur Erhaltung und Wiederherstellung 
von Lebensgemeinschaften als Refugium für bedrohte und gefährdete wildlebende Tier- und Pflanzenarten.